# Roszpunka ząbkowana
Roszpunka ząbkowana, roszponka ząbkowana (Valerianella dentata (L.) All.) – gatunek rośliny należący do rodziny przewiertniowatych. Występuje w Europie, zachodniej Azji i północno-zachodniej Afryce. W Polsce rozpowszechniony zwłaszcza na południu, na północnym wschodzie nie występuje. Rośnie jako chwast w uprawach polowych.

## Rozmieszczenie geograficzne
Gatunek występuje od Pakistanu na wschodzie, poprzez Turkmenistan, Iran, Irak, Syrię i Turcję po rejon Kaukazu i południową Rosję, dalej przez Ukrainę, Białoruś sięga po południową część Półwyspu Skandynawskiego oraz pozostały obszar Europy południowej, środkowej i zachodniej, a także północno-zachodnią część Afryki, Wyspy Kanaryjskie i Maderę.
W Polsce gatunek jest rozpowszechniony w południowej i środkowej części kraju (tam jest najczęściej spotykanym przedstawicielem rodzaju), rzadki na zachodzie i północnym zachodzie, brak zupełnie go w części północno-wschodniej kraju.

## Morfologia
PokrójRoślina zielna osiągająca od 15 do 50 cm wysokości, od połowy widlasto rozgałęziona.
ŁodygaKanciasta, w dole na kantach z włoskami skierowanymi w dół, w górze z zadziorkami.
LiścieLiście odziomkowe o łopatkowatym kształcie tworzą rozetę. Górne liście łodygowe są lancetowate do równowąsko podługowatych. Osiągają do 6 cm długości i 0,5–0,7 cm szerokości. Dolne liście z nielicznymi włoskami tylko u nasady, wyższe z włoskami także na brzegu i czasem też na górnej powierzchni. Od spodu na nerwach zdarzają się zadziorki. U nasady liści znajdują się nierównej długości ząbki.
KwiatyZebrane w podbaldaszki w widlasto rozgałęzionym kwiatostanie złożonym mającym postać dwuramiennej wierzchotki, z pojedynczymi kwiatami w rozwidleniach. Podsadki u nasady frędzlowato ząbkowane. Przysadki wspierające poszczególne kwiaty lancetowate. Kielich widoczny w postaci ząbkowanego rąbka wokół jajowatej zalążni. Korona kwiatu szerokolejkowata, biaława do niebieskawej, z jedną z czterech łatek nieco większą od pozostałych, osiąga do 1,5 mm długości, z czego dolną połowę stanowi rurka.
OwoceJajowato stożkowate niełupki, z jednej strony spłaszczone, z drugiej wypukłe, zwieńczone sześcioząbkowym rąbkiem kielicha, z czego jeden ząbek jest większy od pozostałych, trójkątny. Wraz z rąbkiem kielicha owoce osiągają od 2,1 do 3,2 mm długości i od 1 do 1,5 mm szerokości. Wypukła komora nasienna jest żeberkowato obrzeżona i oddzielona bruzdami od części płonnej owocu. Wyróżniana jest odmiana eriosperma (Wallr.) Janchen, czasem podnoszona do rangi osobnego gatunku V. mixta Dufr., cechująca się owocami pokrytymi hakowatymi włoskami.

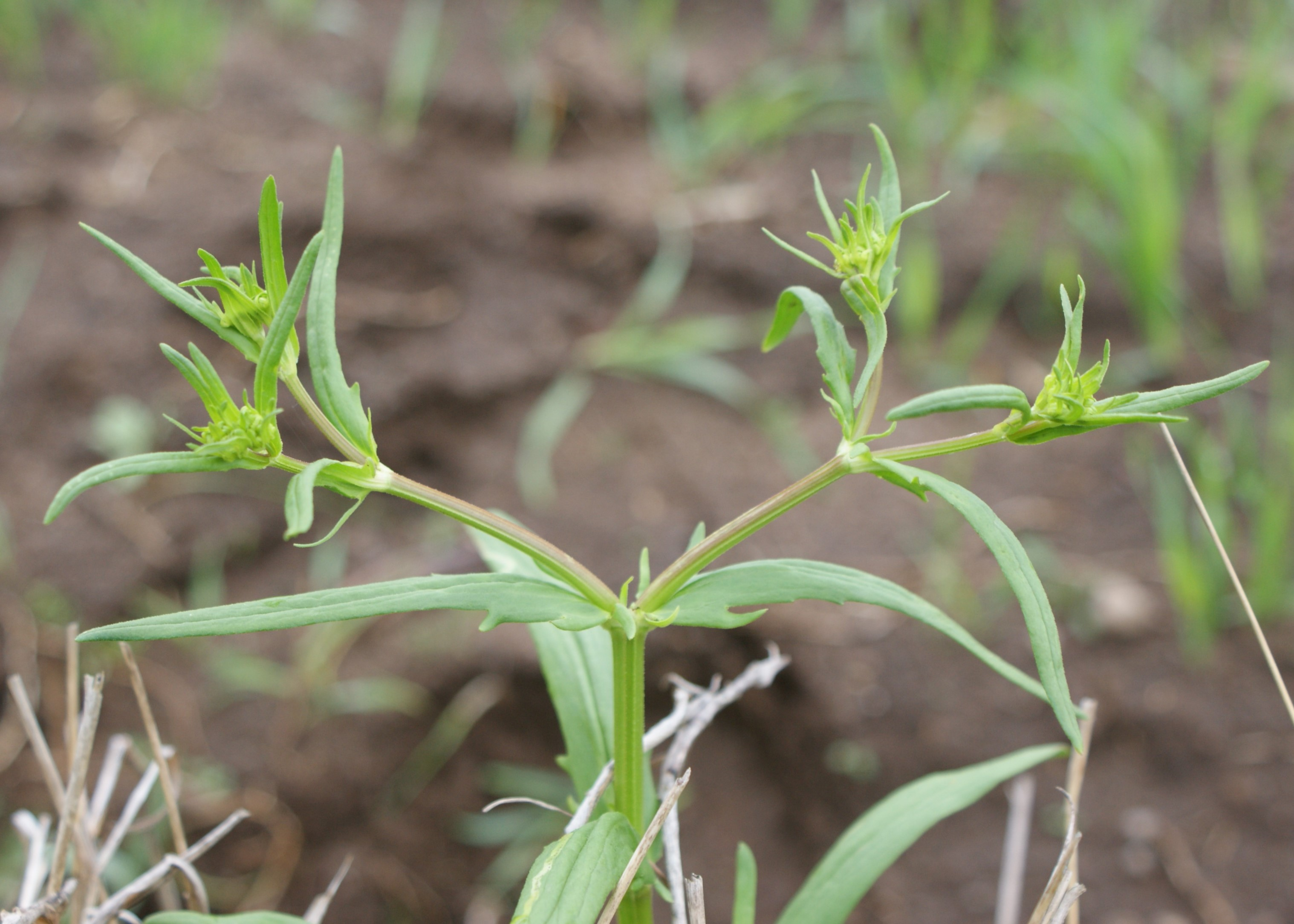
Górne liście i podsadki
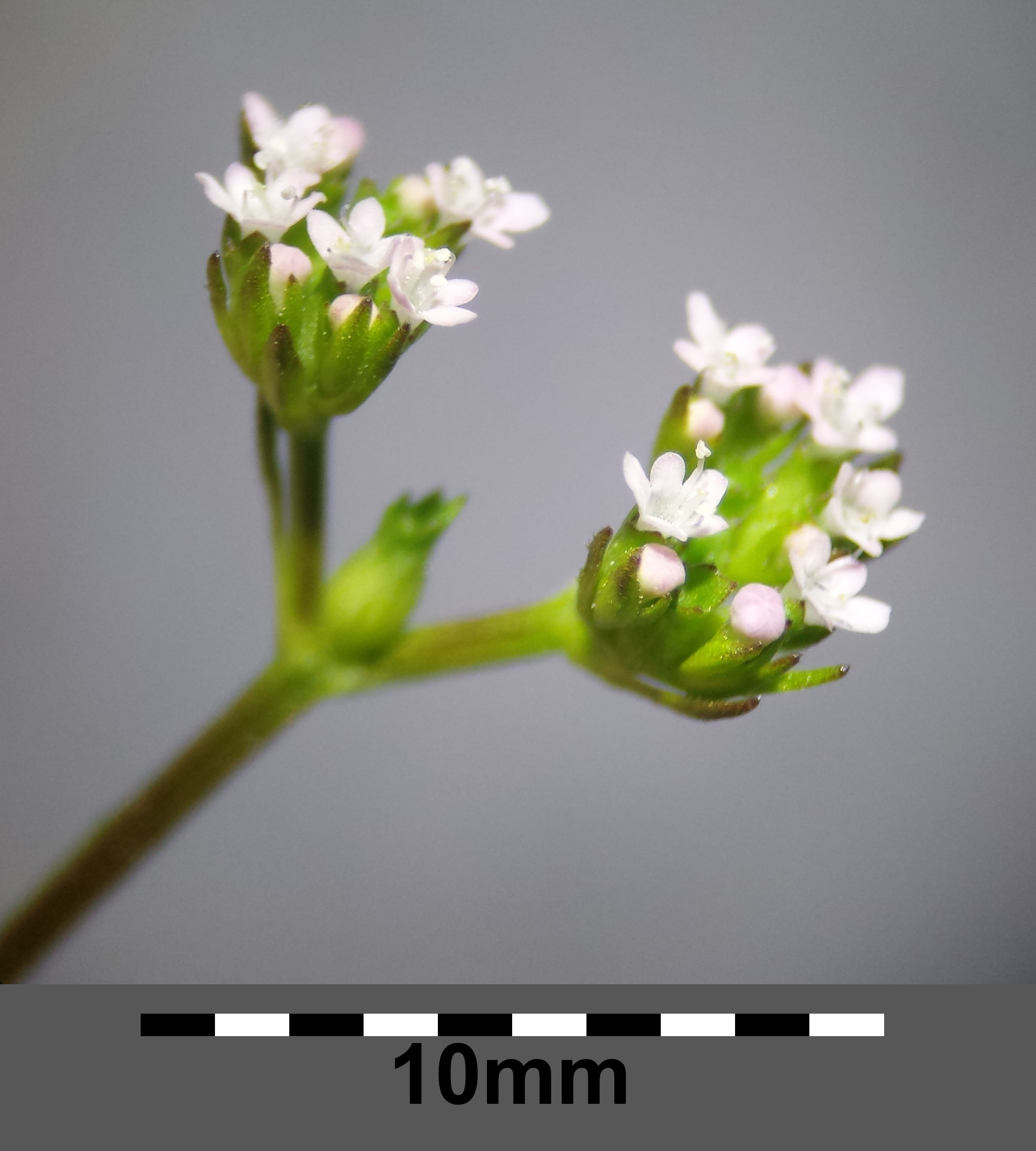
Fragment kwiatostanu
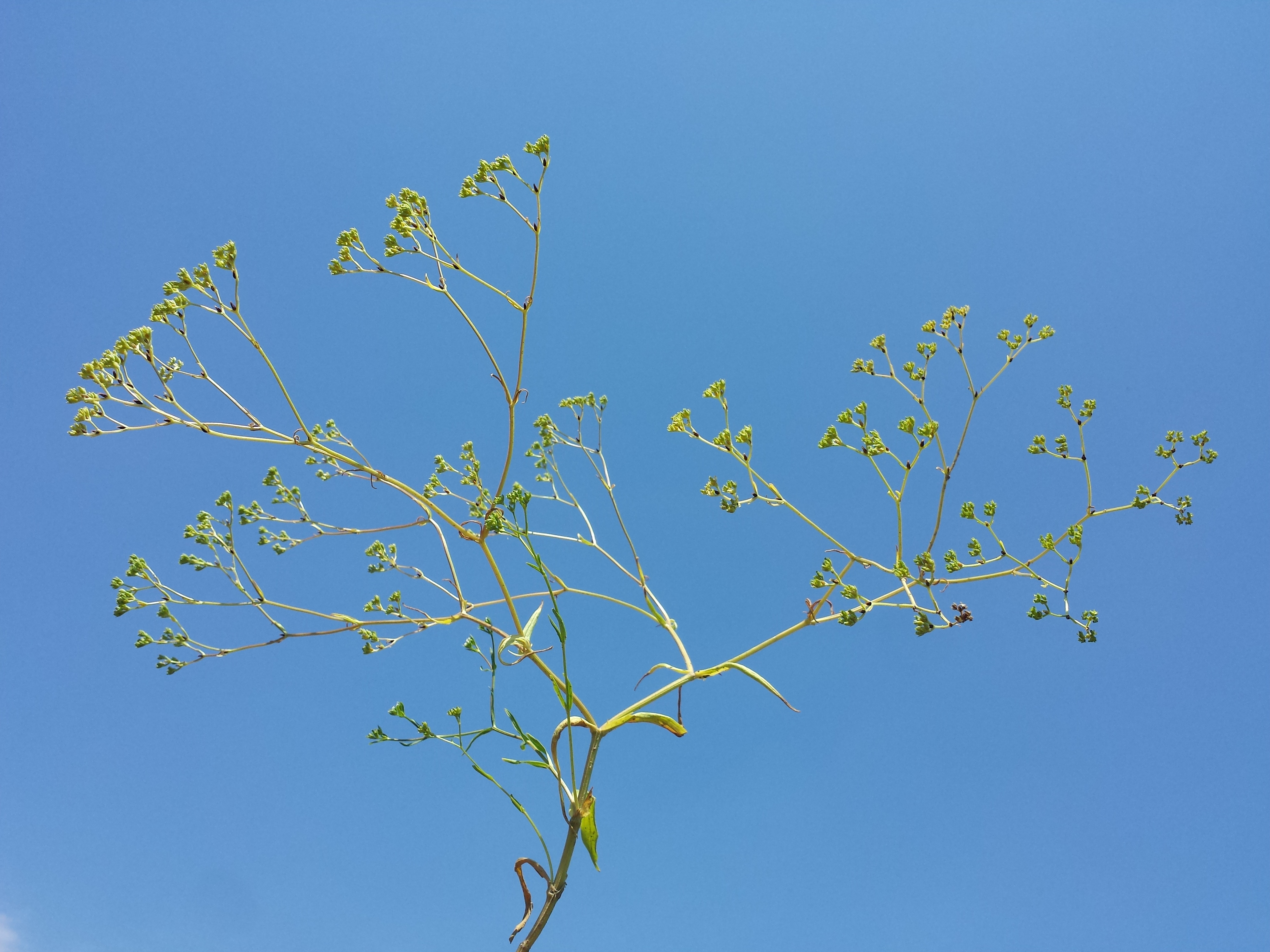
Pokrój w czasie owocowania
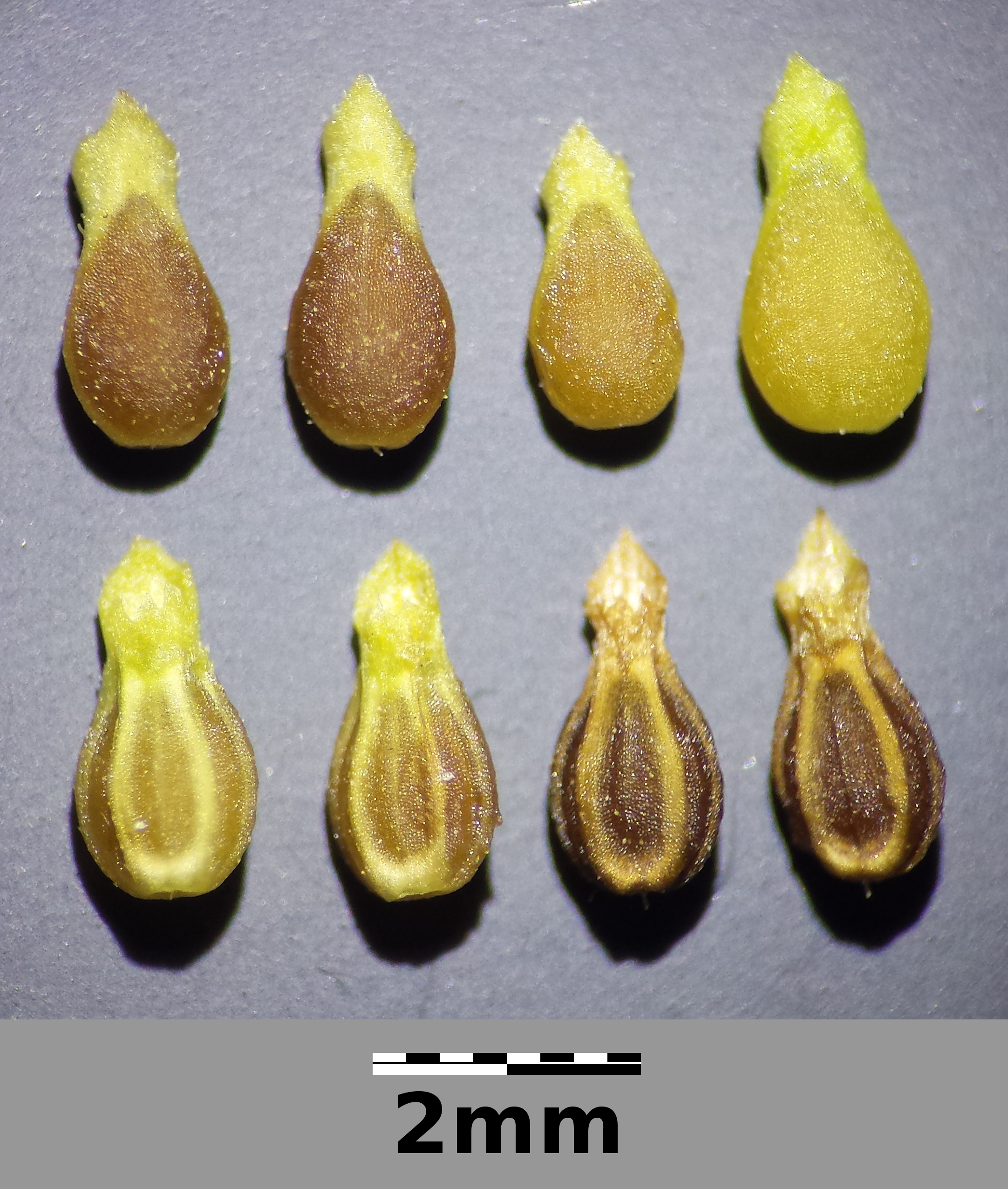
Owoce odm. typowej
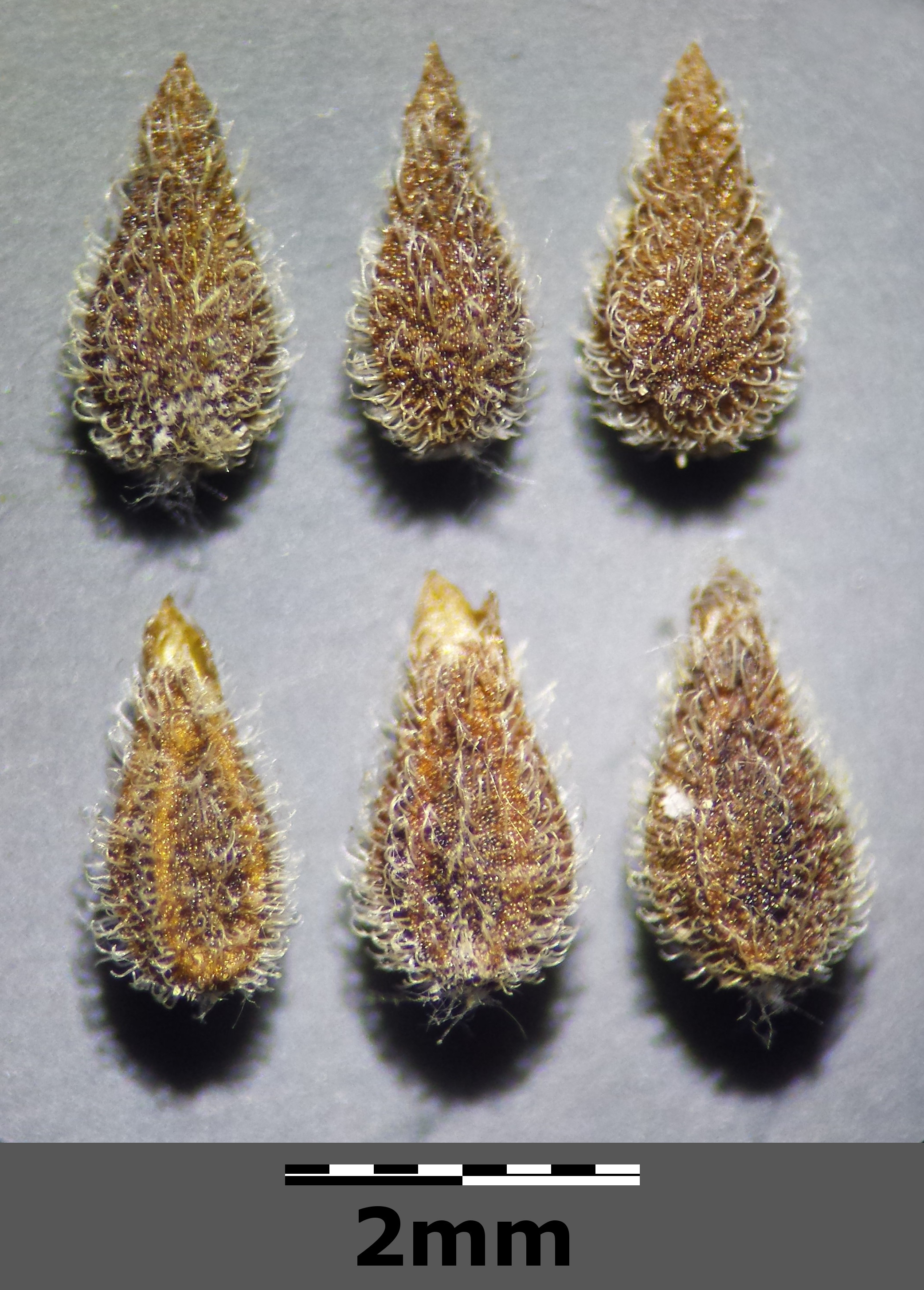
Owoce odm. eriosperma

Gatunki podobneWszystkie środkowoeuropejskie gatunki roszpunek są podobne (poza wyróżniającą się kulistymi główkami kwiatów i owoców oraz kielichem z wyraźnymi 6 ząbkami roszpunką koroniastą V. coronata). Poza analizą budowy owoców wygodnymi cechami ułatwiającymi rozpoznanie roszpunki ząbkowanej są ząbkowane nasady liści, zwłaszcza frędzlowate ząbki podsadek, oraz obecność pojedynczych kwiatów w rozwidleniach kwiatostanu.

## Biologia i ekologia
Roślina jednoroczna kwitnąca w czerwcu i lipcu, czasem do sierpnia. Rośnie jako chwast w uprawach polowych. W klasyfikacji zbiorowisk roślinnych gatunek charakterystyczny dla O. Centauretalia cyani.